# Iboténsav
Az iboténsav mérgező és hallucinogén hatású pszichoaktív vegyület, a légyölő galócában található. A sós íz érzékelését felerősíti. A szervezetben (vagy meleg helyen hosszabb tárolás során) muszcimollá alakul. Ez felelős a hallucinációkért, mivel a gamma-aminovajsav (GABA) ingerületátvivő anyag szerkezeti analógja. A mérgezés rendszerint nem halálos, egy kiadós alvást követően a tünetek általában káros utóhatások nélkül megszűnnek, ezért különleges kezelést sem alkalmaznak gyógyítására.